# Gene Wolfe
Gene Wolfe (7. května 1931, Brooklyn, New York, New York, USA – 14. dubna 2019, Peoria, Illinois) byl americký spisovatel, jeden z nejproslulejších autorů science fiction. Narodil se v New Yorku a vyrůstal v texaském Houstonu.
Jeho kniha The Sword of the Lictor získala v roce 1983 cenu Locus a cenu Augusta Derletha.